# 葉状体
葉状体（ようじょうたい、thallus）とは、植物や藻類の体の仕組みのひとつで、根・茎・葉に分かれていないものを指す。ただし、広義の場合と狭義の場合で内容は大きく異なる。

## 狭義の場合
狭義の葉状体とは、より複雑な構造を持つ群を含む分類群の中で、偏平な膜状、あるいはそれが枝分かれしたような構造のものを指す。最もよく使われるのはコケ植物であろう。

### コケ植物の場合

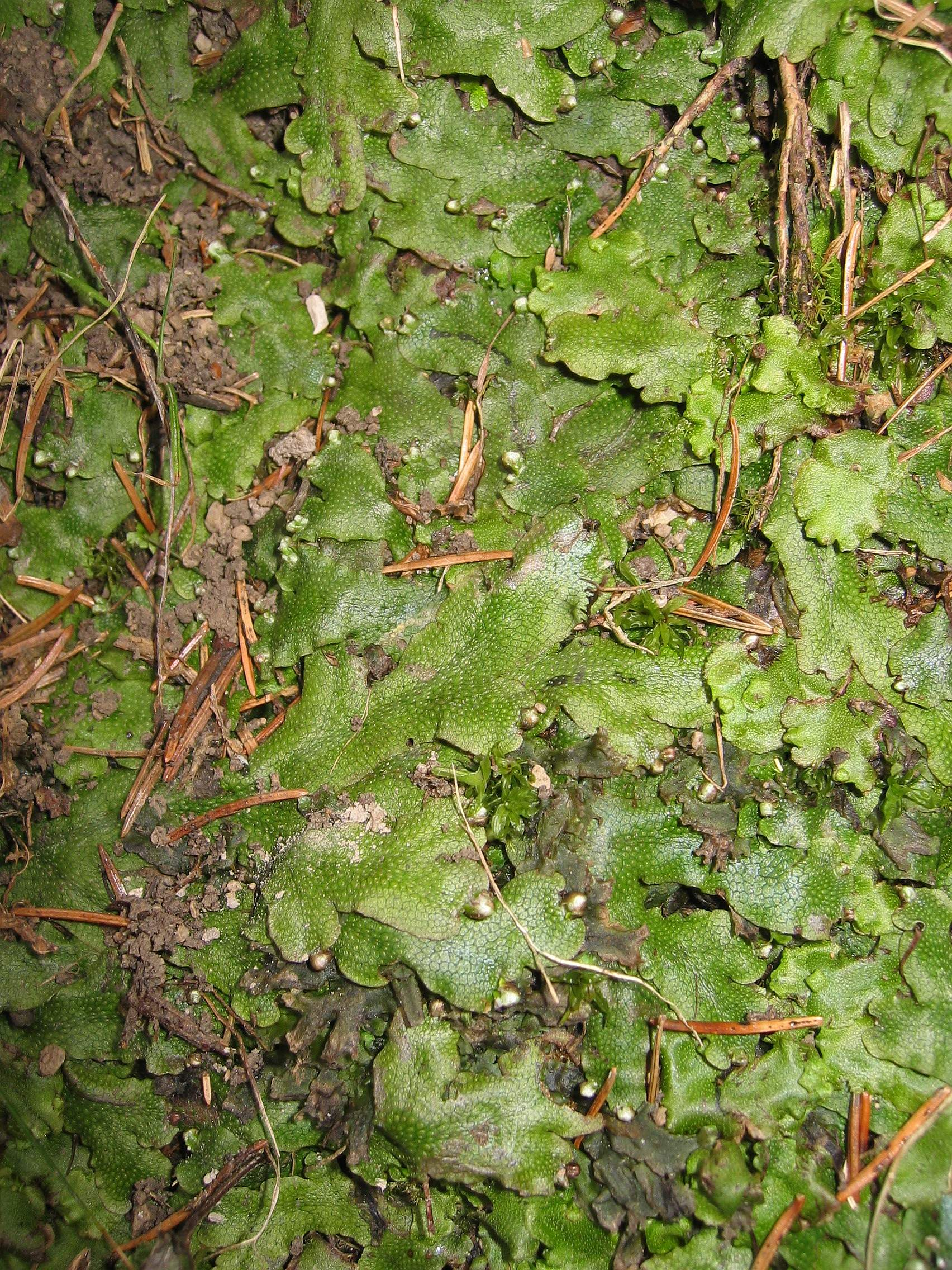
ジャゴケの植物体
典型的な葉状体

コケ植物は、基本的には茎と葉のような構造の区別がある。これを茎葉体と言う。しかし、ツノゴケ類とタイ類の一部では平らな帯状で枝分かれしただけの、葉や茎のない構造が見られ、これが葉状体と言われる。
タイ類の場合、その大部分は茎と葉の区別がある茎葉体であり、ウロコゴケ亜綱のフタマタゴケ目、ゼニゴケ亜綱（ゼニゴケ目のみ）のものが葉状体である。この類の葉状体は、普通は腹背に偏平なリボン状で、多くは二又分枝をする。ハタケゴケなどでは、葉状体が短く詰まって、円盤状の植物体を形成する。その構造はさまざまで、フタマタゴケ目のものは薄膜状で単純であるが、ゼニゴケ類のそれは複雑で、複数細胞層からなり、内部には気室などをもつ。両者ともに茎に当たる中軸が明瞭なものも不明瞭なものもあるが、不明瞭であってもその存在は窺える。たいていはその下面に仮根を出し、基質に付着する。成長はその茎の先端部で行われ、分枝もここで生じる。なお、葉状体であっても、一部に葉を持つ例もあり、例えばジャゴケは裏面の中軸に沿って鱗片状に葉が出る。
ツノゴケ類はすべて葉状体である。その構造は外見的にはややゼニゴケ類に似るが、内部構造はより単純である。
ただ、コケ植物に於ける茎や葉に見える構造は、維管束植物のそれよりははるかに単純なものである。配偶体と胞子体の違いもあり、これらを同じものとは考えられない。そのため、コケ植物は真性の茎や葉を持たないとの判断から、コケ植物は全て葉状体とする判断もあり、これは下記の広義の用法となる。

### それ以外の群の場合
地衣類においては、樹枝状、薄膜状などさまざまな形態のものがあるが、薄膜状で裏面の仮根状のもので基質に付着する構造のものを葉状体と呼び、そのような地衣類を葉状地衣類と言う。
種子植物においては、ほとんどすべてに根・茎・葉の区別がある。一見それらのどれかが見られない場合でも、どれが退化している、あるいは欠落していると言ったことが判別できる例が多い。例えばカワゴケソウはややゼニゴケに似た植物体をもつが、この部分は根であり、小さいながらも茎と葉が区別できる。ただ、ウキクサ科のものは特別で、円盤状の葉から根が出たような姿である。この葉状のものからは新芽も花も出るので、葉であるとは考えにくいが、茎であるとも断定されていない。そこで、これを葉状体と呼んでいる（ウキクサ科も参照されたい）。

## 広義の場合
広義に用いる場合、この言葉は藻類、菌類すべての栄養体を指し、非維管束植物すべての植物体を表す言葉である。つまり、維管束植物以外の植物（古い意味で、したがって菌類も含む）は、すべて基本的に根・茎・葉の区別がないということから、こう呼んだものである。
したがってそれが指す対象は極めて広範囲であり、単細胞、細胞群体、群体、多細胞糸状体、多核体、菌糸体、単純な多細胞体からかなり複雑な多細胞体までのあらゆる構造を含む。したがって、ある意味では、この言葉そのものはもはや特定の構造を示す意味を持っていないと言ってもよい。使われ方としてもその構造を説明するためよりは、たとえば「○○のthallusはこのような形であって」という風に、代名詞的に用いられる場合が多い。したがって、thallusを葉状体と訳するのではなく、場面に応じて藻体、あるいは菌体などと訳した方が分かりやすいことも多い。